# Ветранович, Мавро
Мавро Ветранович или Мауро Ветрани, собственно Никола Ветранович (хорв. Mavro Vetranović, итал. Mauro Vetrani, 1482 или 1483, Дубровник — 1576, там же) — хорватский писатель и поэт, бенедиктинский монах. Выдающийся представитель «дубровницкого периода» старо-хорватской литературы.

## Биография
Из простой семьи. После любовной неудачи принял постриг в бенедиктинском монастыре на острове Млет (1507). Учился в Монте-Кассино, в 1515 вернулся на родину. Стал президентом Млетской конгрегации бенедиктинских братств Дубровника.

## Творчество
Автор духовных и сатирических стихов, прозы, пасторальных драм (История Дианы, Орфей и др.), незавершенной эпической поэмы Пилигрим (сохранилось свыше 4000 строк).